# Stralsund: Die rote Linie
Die rote Linie ist ein deutscher Fernsehfilm von Martin Eigler aus dem Jahr 2022. Es handelt sich um den zwanzigsten Filmbeitrag der ZDF-Samstagskrimireihe Stralsund. In den Hauptrollen der Ermittler agieren Katharina Wackernagel, Alexander Held, Karim Günes und Johannes Zirner. Daneben hat Andreas Schröders diesmal eine tragendere Rolle und es gibt ein Wiedersehen mit Wotan Wilke Möhring als ehemaligen Kollegen und zeitweiligen Lebenspartner von Nina Petersen. Die Erstausstrahlung der Episode erfolgte am 15. Oktober 2022 im ZDF, die Episode ist aber bereits seit dem 8. Oktober für ein Jahr in der ZDF-Mediathek abrufbar.

## Handlung
Nina Petersen findet auf ihrem Heimweg den durch Messerstiche und Schläge verwundeten Benjamin Lietz vor ihrem Haus. Benjamin Lietz ist nicht nur ein ehemaliger Kollege, sie hatte eine Zeit lang auch eine private Beziehung mit ihm und erwartete sogar ein gemeinsames Kind, welches sie aber durch die Folgen eines Einsatzes mit Schusswechsel verlor.
Benjamin Lietz hat mehrere Jahre im Gefängnis verbracht, unter anderem in der JVA Landsberg, nachdem er sich noch als Ermittler eigenmächtig auf die Jagd nach den Verantwortlichen am Tod seines Bruders gemacht und mindestens einen von ihnen dabei getötet hatte. Nina Petersen versorgt seine Wunden und gestattet ihm, vorerst bei ihr zu bleiben. Sie kommt auch seiner Bitte nach, weder einen Notarzt noch ihre Kollegen zu rufen, obwohl er nicht erklären kann, was er in Stralsund macht und warum er verletzt wurde. Trotz der langen und schweren Krise, in die Verlauf und Ende der Beziehung mit Benjamin Lietz sie einst gestürzt haben, scheint sie sich anfänglich über das Wiedersehen zu freuen.
Am nächsten Morgen wird Nina Petersen von ihrem Kollegen Karl Hidde zu einem Leichenfund in einen Jachthafen auf den Dänholm gerufen. Der Tote wurde mit einem abgeschnittenen Finger auf dem Deck einer Jacht regelrecht präsentiert. Die Jacht gehört einem Kai-Uwe Gerber, der als Fernfahrer unterwegs ist. Schnell stellt sich heraus, dass es sich bei dem Toten um Linas Kudirka handelt, der ebenfalls eine Zeit lang in der JVA Landsberg einsaß. Nina Petersen stellt für sich sehr schnell die Verbindung zu Benjamin Lietz her. Damit konfrontiert gelingt es ihm, der sich zwischenzeitlich heimlich mit dem Fernfahrer Kai-Uwe Gerber auf einem Rastplatz getroffen hat, immer noch nicht, ehrlich gegenüber Nina Petersen zu sein, worauf diese ihm desillusioniert noch einen Tag Asyl einräumt, bevor er das Haus verlassen soll.
Zwischenzeitlich hat Kriminaltechniker Stein Benjamin Lietz auf einem Überwachungsvideo ganz in der Nähe des Tatorts erkannt. Er weiht zunächst nur Karl Hidde ein. Beide wissen noch nicht, dass Benjamin Lietz sich derzeit bei Nina Petersen aufhält, sehen nun aber ebenfalls die Verbindung zum Mordopfer. Karl Hidde sucht Nina Petersen am Abend auf, um seine Erkenntnisse mit ihr zu teilen, wobei auch sie die Karten auf den Tisch legt und ihn zu Benjamin Lietz führt. Karl Hidde nimmt Benjamin Lietz vorläufig fest. Beim Verlassen des Hauses tauchen mehrere bewaffnete und maskierte Gestalten auf. Nina Petersen wird niedergeschlagen und erwacht erst am nächsten Morgen geknebelt in ihrer Küche. Karl Hidde und Benjamin Lietz sind verschwunden.
Hauptziel der Ermittlerteams ist nun, das Leben ihres mutmaßlich entführten Kollegen Karl Hidde zu schützen. Über die Ortung des Handys des Fernfahrers Kai-Uwe Gerber, dessen Nummer auch im Handy von Benjamin Lietz auftaucht, wird dieser gemeinsam mit einem Kollegen tot auf der Ladefläche seines Lkws gefunden. Die Ladung des Lkw bestand aus wertvollen Autoteilen. Daraus und aus der Tatsache, dass Benjamin Lietz in der JVA Landsberg eine Auseinandersetzung mit einem Georgi Kutaev hatte, einem Mitglied einer tschetschenischen Mafiaorganisation, formt sich langsam das Bild, dass Benjamin Lietz in illegale Geschäfte verwickelt ist und es hier um den brutalen Verdrängungskampf zweier krimineller Organisationen geht.
Die Spur führt nach Litauen, wohin die gestohlenen Autoteile verschifft werden. Karl Hidde wurde auf einen Lkw verschleppt, der inzwischen auf dem Weg auf eine Fähre ist. Anhand alter Handydaten konnten die Ermittler den vermutlichen Verlauf der Route nachvollziehen. Nina Petersen, ihr Kollege Karim Uthman und der Kriminaltechniker Stein machen sich undercover ebenfalls auf den Weg auf die Fähre, um Karl Hidde zu finden. Als auch Benjamin Lietz auf der Fähre auftaucht, ist klar, dass die Ermittler richtig liegen.
Noch wissen sie allerdings nicht, in welchem Lkw Karl Hidde versteckt ist. Obendrein scheint der Sicherheitsdienst des Schiffes zur tschetschenischen Mafia zu gehören und eine Ahnung zu haben, dass Polizei an Bord sein könnte. Zur Ablenkung fahren mehrere Polizeiwagen mit Blaulicht scheinbar verspätet am Kai vor um den Eindruck zu erwecken, die Polizei hätte die Fähre verpasst.
Auf der Fähre hängt Karim Uthman sich an Benjamin Lietz, wird aber enttarnt und von den Tschetschenen vermeintlich über Bord geworfen. Nina Petersen gelingt es, Kontakt zu Benjamin Lietz aufzunehmen. Der eröffnet ihr, dass die Tschetschenen das gesamte Geschäft seiner Organisation übernehmen wollen und er ihnen dabei hilft gegen das Versprechen, ihr Leben zu schonen. Er sieht trotz der bereits zahlreichen Opfer in seinem Weg die einzige Möglichkeit, das Leben von Nina Petersen und Karl Hidde zu retten. Eine Zusammenarbeit mit der Polizei schlägt er als aussichtslos aus. Zumindest kann Nina Petersen aber einen Tracker bei ihm positionieren.
Am Zielhafen angekommen, müssen Nina Petersen und Stein die Verfolgung zunächst alleine aufnehmen. Die litauischen Kollegen sind noch nicht vor Ort, da die Fähre zwanzig Minuten früher anlegte als erwartet. In einer abgelegenen Autowerkstatt kommt es zum Showdown. Karl Hidde, Benjamin Lietz und der sich doch noch als Geisel auf dem Lkw befindende Karim Uthman haben für die neuen Geschäftspartner nun keinen Wert mehr und sollen liquidiert werden. Petersen und Stein sind zwar gefolgt, können in dem unübersichtlichen Gelände aber nicht eingreifen. Nur das Eintreffen der litauischen Polizei kann in letzter Sekunde die Katastrophe verhindern. Im sich anschließenden Schusswechsel greift Benjamin Lietz sich eine Waffe und richtet jedes Mitglied der tschetschenischen Bande, dessen er habhaft werden kann, regelrecht hin. Nina Petersen ist entsetzt von diesem Vorgehen. Als Benjamin Lietz die Waffe letztlich auch auf den Kopf der Bande richtet, kann sie ihn nur mit einem Schuss stoppen, wobei ihre Hand derart zittert, dass der Schuss tödlich ausfällt. Er stirbt in ihren Armen.

## Produktionsnotizen
Gedreht wurde die Folge vom 30. August 2021 bis zum 29. September 2021. Als Drehorte werden Schleswig-Holstein sowie Hamburg und Umgebung angegeben, einige Einstellungen stammen aber offensichtlich auch aus Stralsund, zum Beispiel von der Rügenbrücke oder aus dem Ozeaneum.

## Rezeption

### Einschaltquoten
Bei der Erstausstrahlung von Stralsund: Die rote Linie am 15. Oktober 2022 verfolgten in Deutschland insgesamt 6,07 Millionen Zuschauer die Filmhandlung, was einem Marktanteil von 22,7 Prozent für das Zweite Deutschen Fernsehen entsprach. In der als Hauptzielgruppe für Fernsehwerbung deklarierten Altersgruppe von 14–49 Jahren erreichte Die rote Linie 0,5 Millionen Zuschauer und damit einen Marktanteil von 8,8 Prozent in dieser Altersgruppe.